# Veenpark
Het Veenpark is een Nederlands openluchtmuseum nabij het Drentse dorp Barger-Compascuum in de gemeente Emmen.

## Beschrijving
Het museum is ontstaan in het jaar 1966. De veenkolonie Barger-Compascuum bestond in dat jaar honderd jaar. Ter gelegenheid daarvan werd een openluchttentoonstelling ingericht, waar onder meer enkele oude veenkeetjes, plaggenhutten genaamd, werden geplaatst. Hiermee werd de basis gelegd voor het latere openluchtmuseum, dat thans 160 hectare omvat en is hiermee het grootste openluchtmuseum van Nederland. De openluchttentoonstelling had een aanzuigende werking: oude gereedschappen en werktuigen werden voor het museum afgestaan. Ook kon het aantal oude woningen worden uitgebreid, mede dankzij de steun van de rijksoverheid.
In het park zijn een oud veendorp 't Aole Compas en een nederzetting uit latere tijd, de Bargermond, gereconstrueerd. In 't Aole Compas is de beginperiode van de vervening rond 1870 met plaggenhutten in beeld gebracht. In de Bargermond is de situatie van 1920 tot 1966 gesimuleerd. Het dorp heeft onder meer een kerk, een bruin café, een school, een molen, De Berk uit Barger-Compascuum, een bakkerij en een smederij. De geschiedenis van de turfontginning in de laatste helft van de 19e eeuw tot diep in de 20e eeuw wordt op deze wijze in beeld gebracht.
Er is tevens een permanente expositie "Veenomenale Hondsrug" waarin de geschiedenis van de vervening langs de Hondsrug wordt getoond. Daarnaast wordt ook de boekweitteelt getoond van voor de verveningsperiode. Het museum houdt een eigen schaapskudde met heideschapen op het terrein. Met een smalspoortreintje van de Eerste Drentse vereniging van Stoomliefhebbers (EDS) kunnen de diverse onderdelen van het park worden bezocht. Het veenriviertje de Runde loopt door het terrein. Bij de reconstructie van dit riviertje zijn ook onderdelen van het veenpark ingepast. Zo zijn er in het park enkele eilandjes gecreëerd, waarop een speeltuin is gebouwd. Op het hoogveengedeelte van het park is het proces van turfwinning te zien.

## Compascumer Dagen
Op de Compascumer dagen is het park vol met leven, tientallen vrijwilligers lopen rond om de geschiedenis tot leven te wekken. Op deze dagen zijn er vele dingen te aanschouwen en is het park ook vol met activiteiten. Deze dagen worden gehouden op woensdagen en donderdagen in vier opeenvolgende weken in de zomervakantie.

## Veenvaart
In augustus 2013 is het Koning Willem-Alexanderkanaal geopend, dit was een deel van het project Veenvaart dat mede als doel had om kleine stukken geïsoleerd kanaal op elkaar aan te sluiten en zo een vaarroute te creëren. door het kanaal is nu een verbinding van Ter Apel naar Erica tot stand gekomen. De Veenvaart verbindt de dorpen Klazienaveen, Klazienaveen-Noord, Nieuw-Amsterdam, Veenoord, Erica, Oranjedorp, Nieuw-Dordrecht, Barger-Compascuum en Emmer-Compascuum. Het stuk kanaal wat al in het park lag is verbonden met en maakt nu deel uit van dit kanaal. Het park biedt aanlegplaatsen en bootverhuur aan.

## Harmoniummuseum

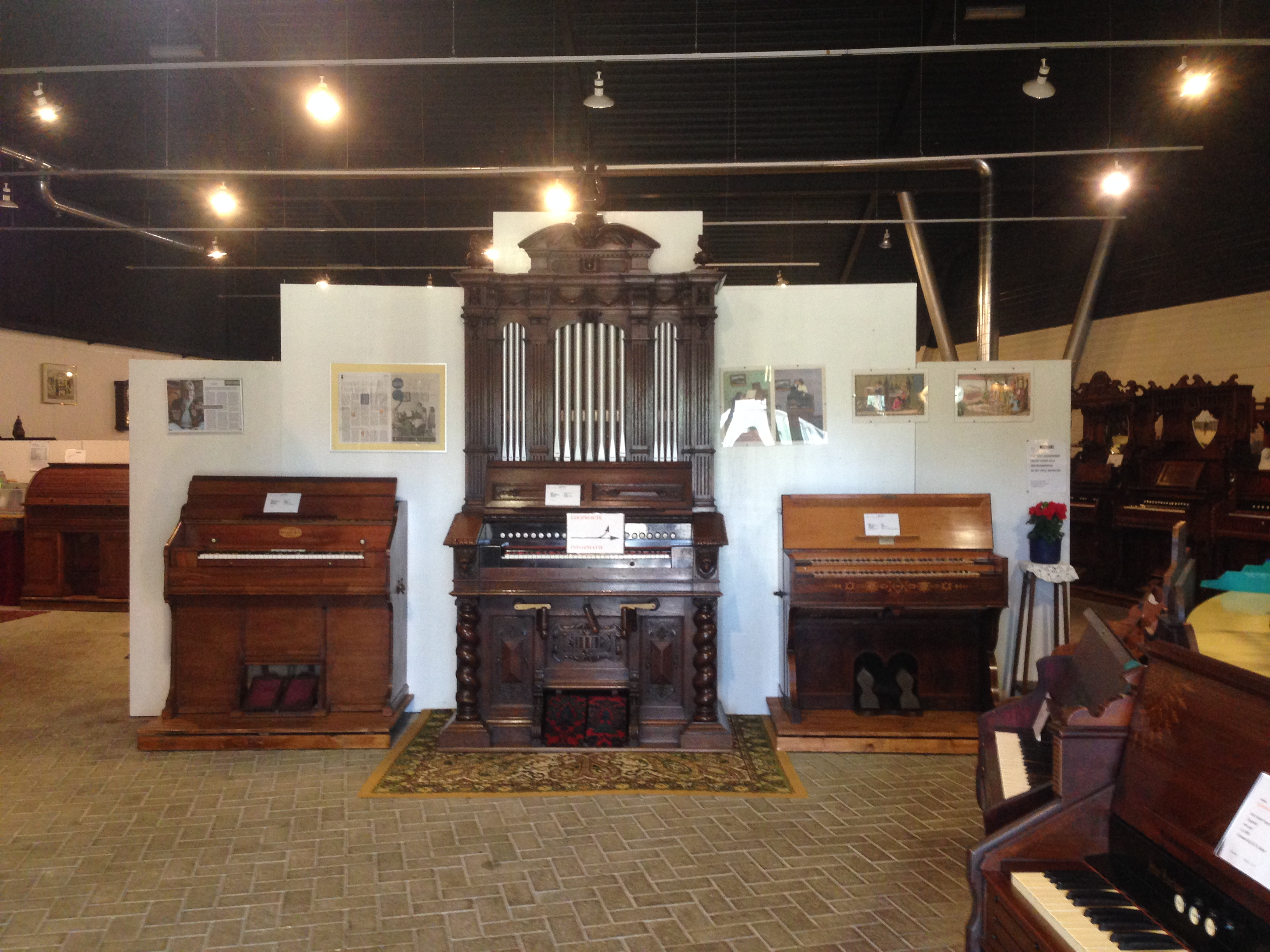
Harmoniums bij binnenkomst

Van 2001 tot 2024 was het Harmonium Museum Nederland gevestigd in het Turftheater in het Veenpark. Het museum was inbegrepen in de entreeprijs van het Veenpark. Het museum had de grootste collectie harmoniums ter wereld en de oudste dateert uit 1840. De collectie werd in 2024 overgedragen aan het Geelvinck Museum.

## Faillissement
Op 18 augustus 2025 werd bekend dat het Veenpark een faillissement heeft aangevraagd. In een persverklaring laat directeur Harrie Keuter weten dat de financiële situatie onhoudbaar zou worden als het Veenpark doorgaat. De faillissementsaanvraag geldt voor de twee onderdelen van het Veenpark: het museum en horeca/evenementen.

## Externe links

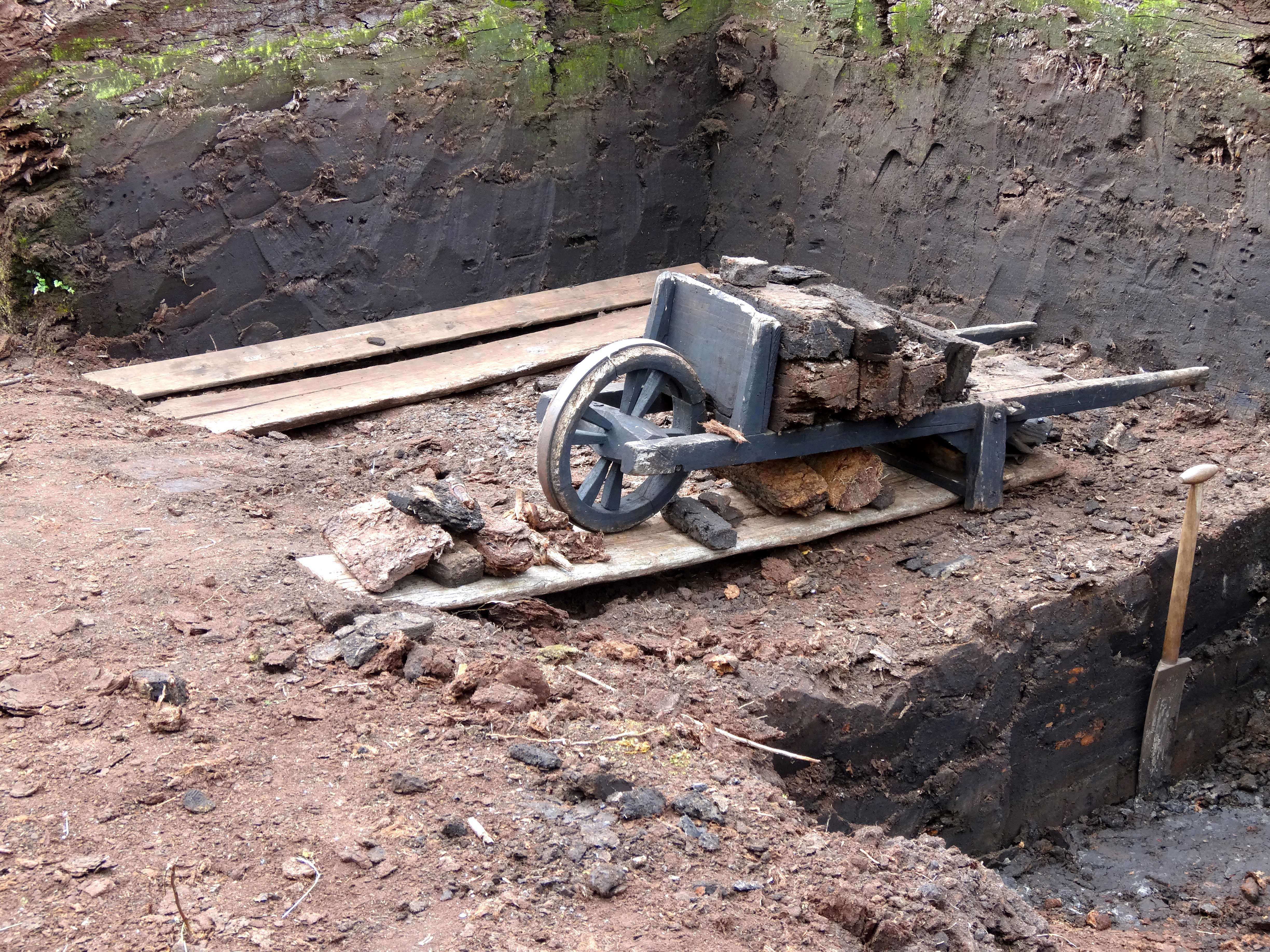
Veenput met slagkrooie (slagkruiwagen)
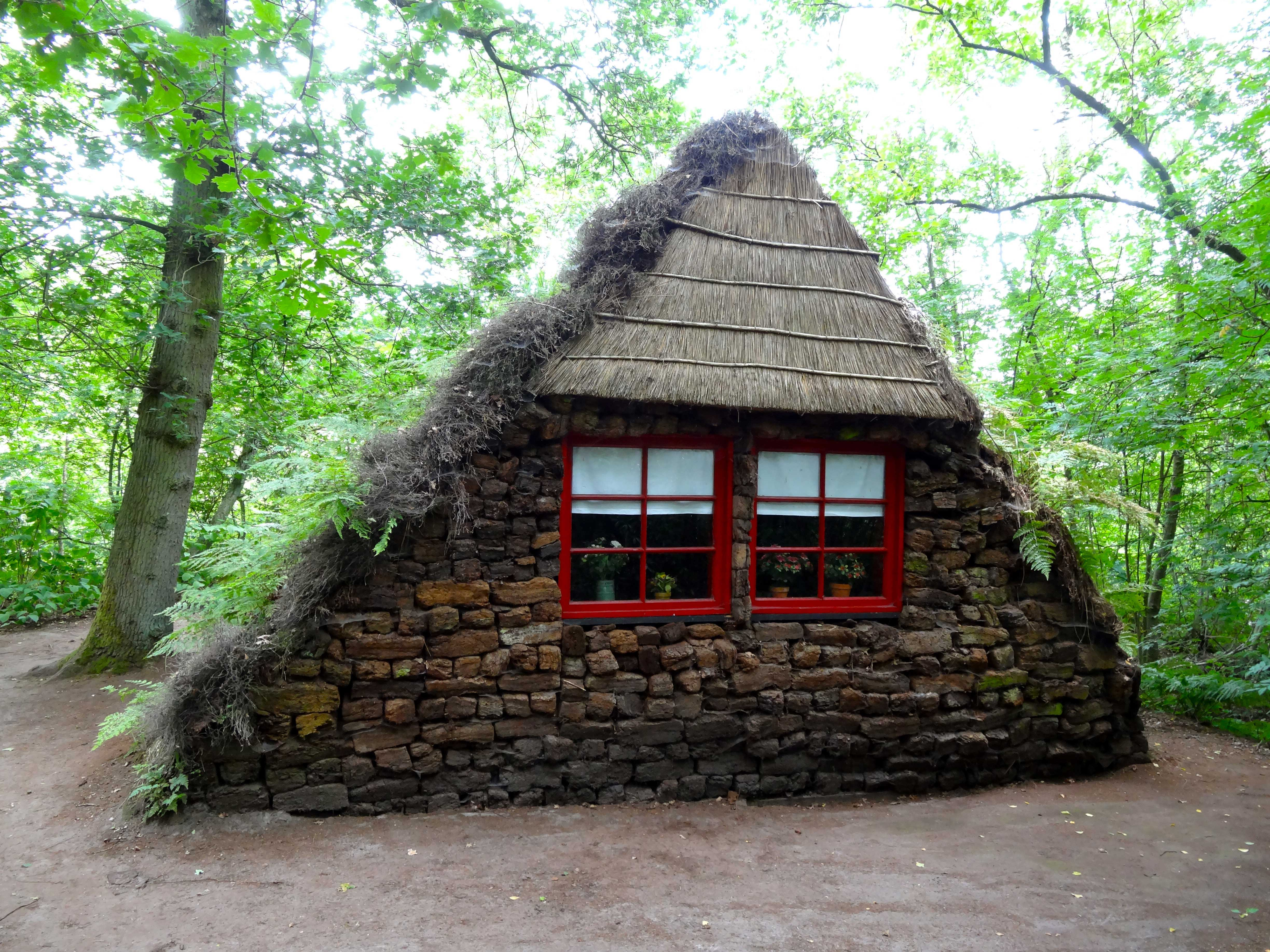
Plaggenhut
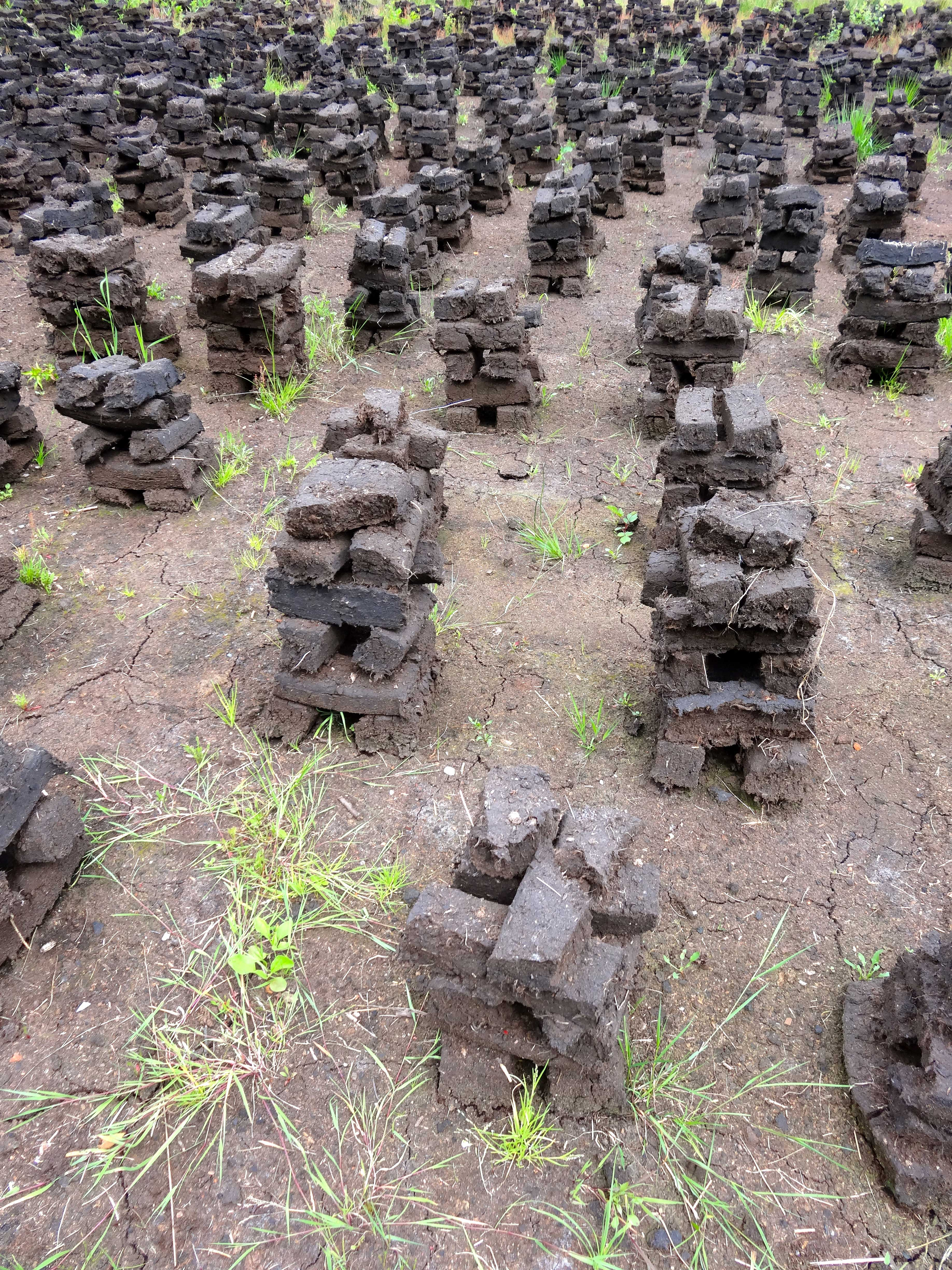
Zetveld (legakker voor turf)
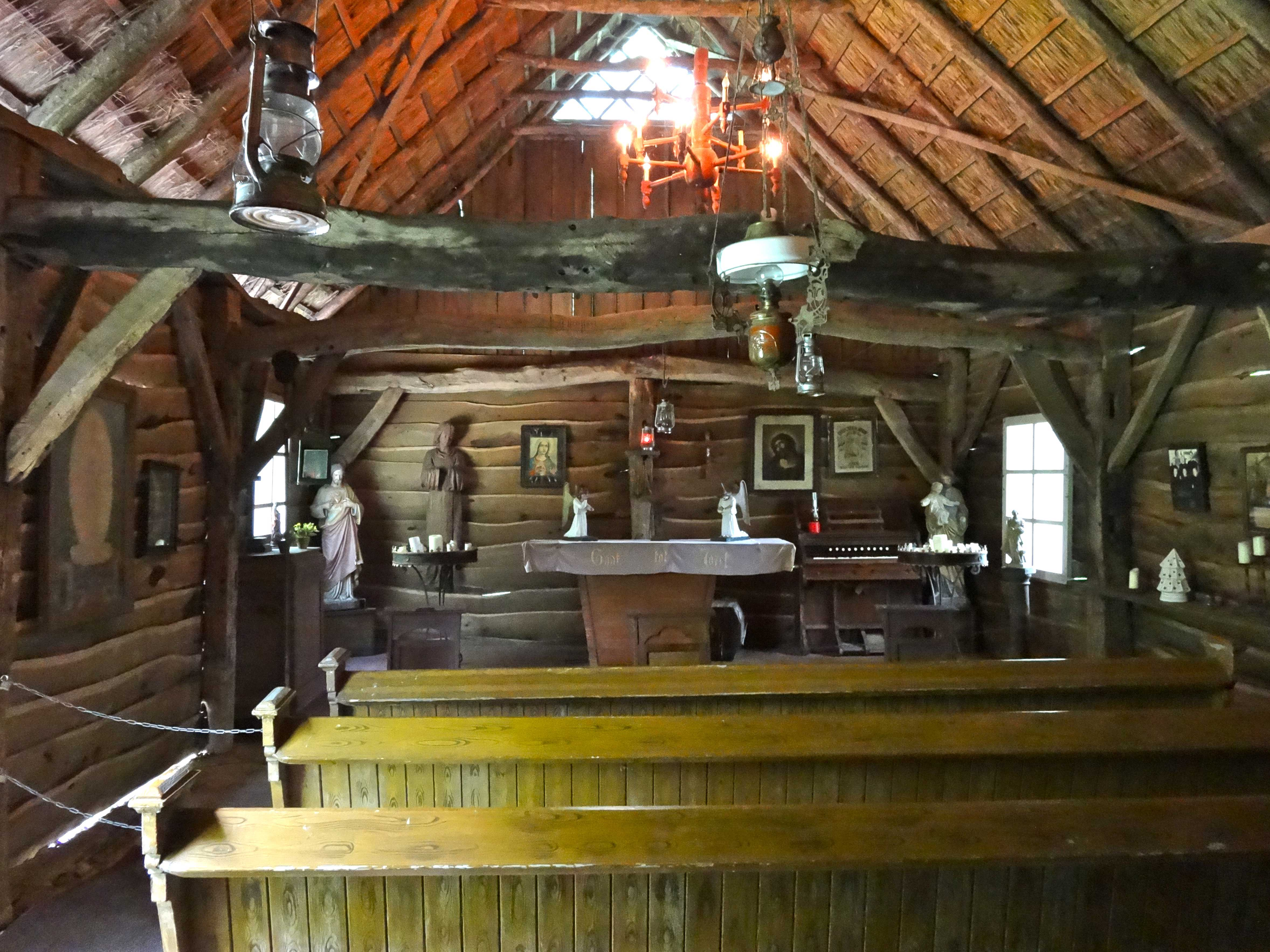
Schuurkerk (gerestaureerde schuurkerk in Barger-Compascuum)
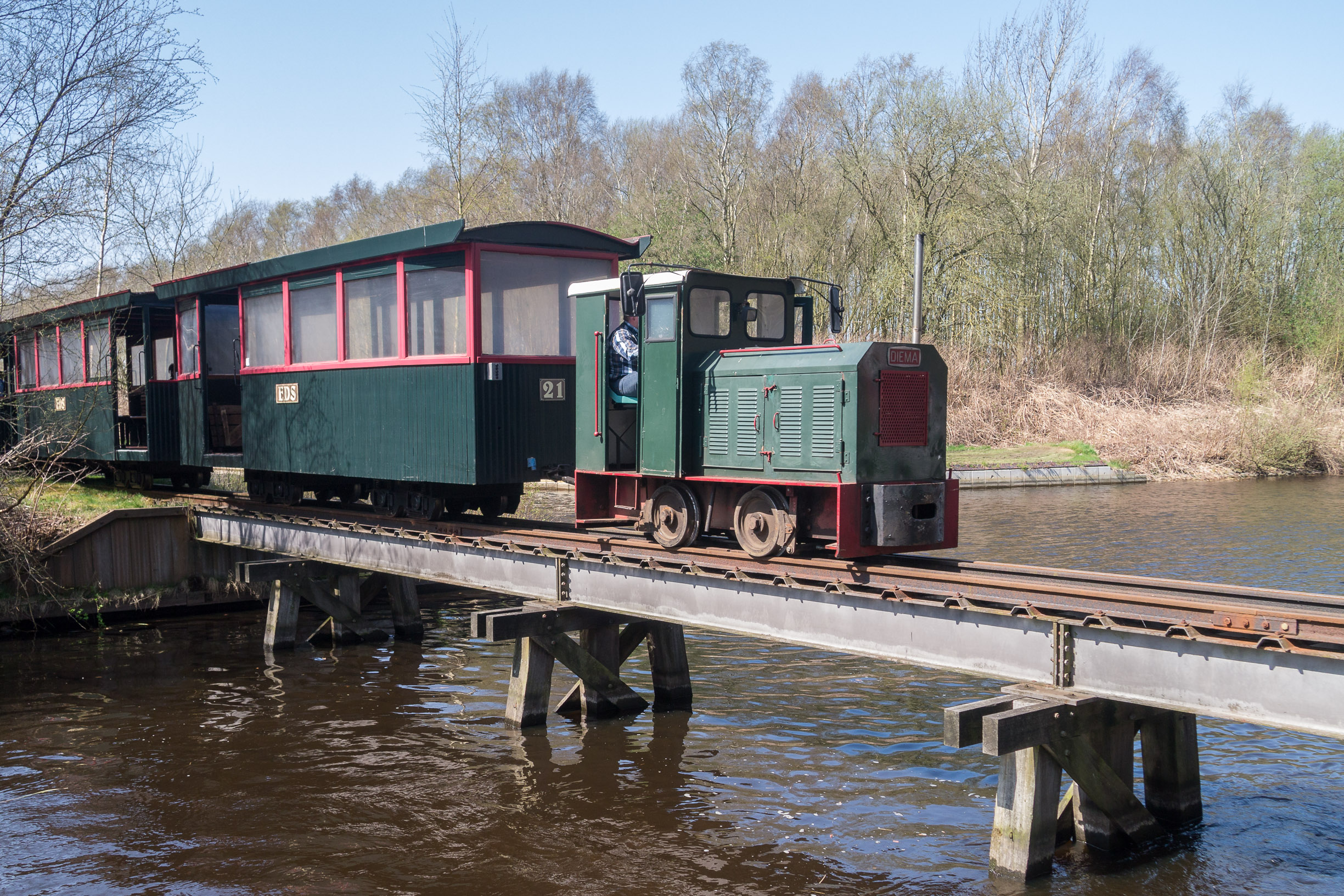
Smalspoordieseltrein van de EDS in het Veengebied
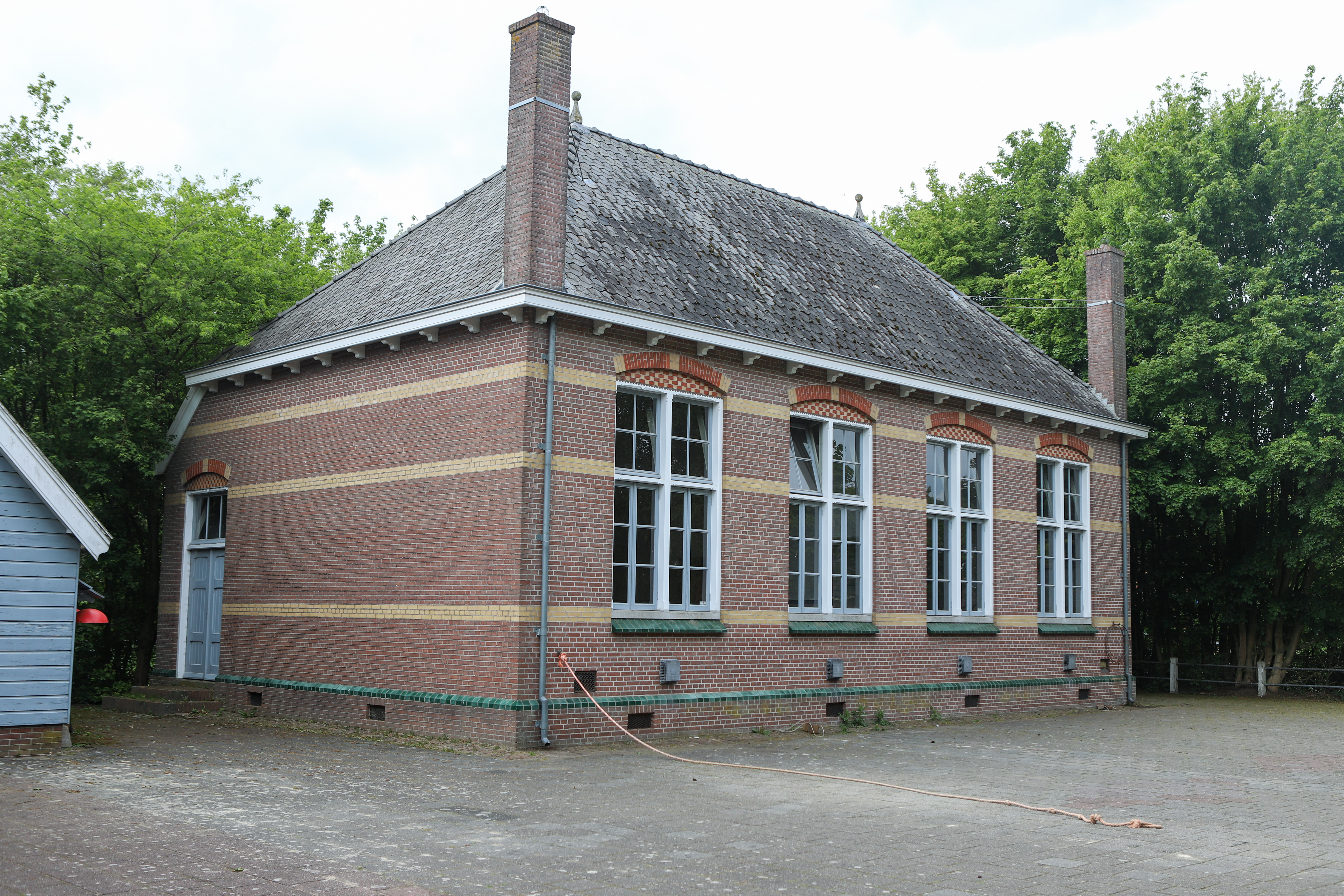
School
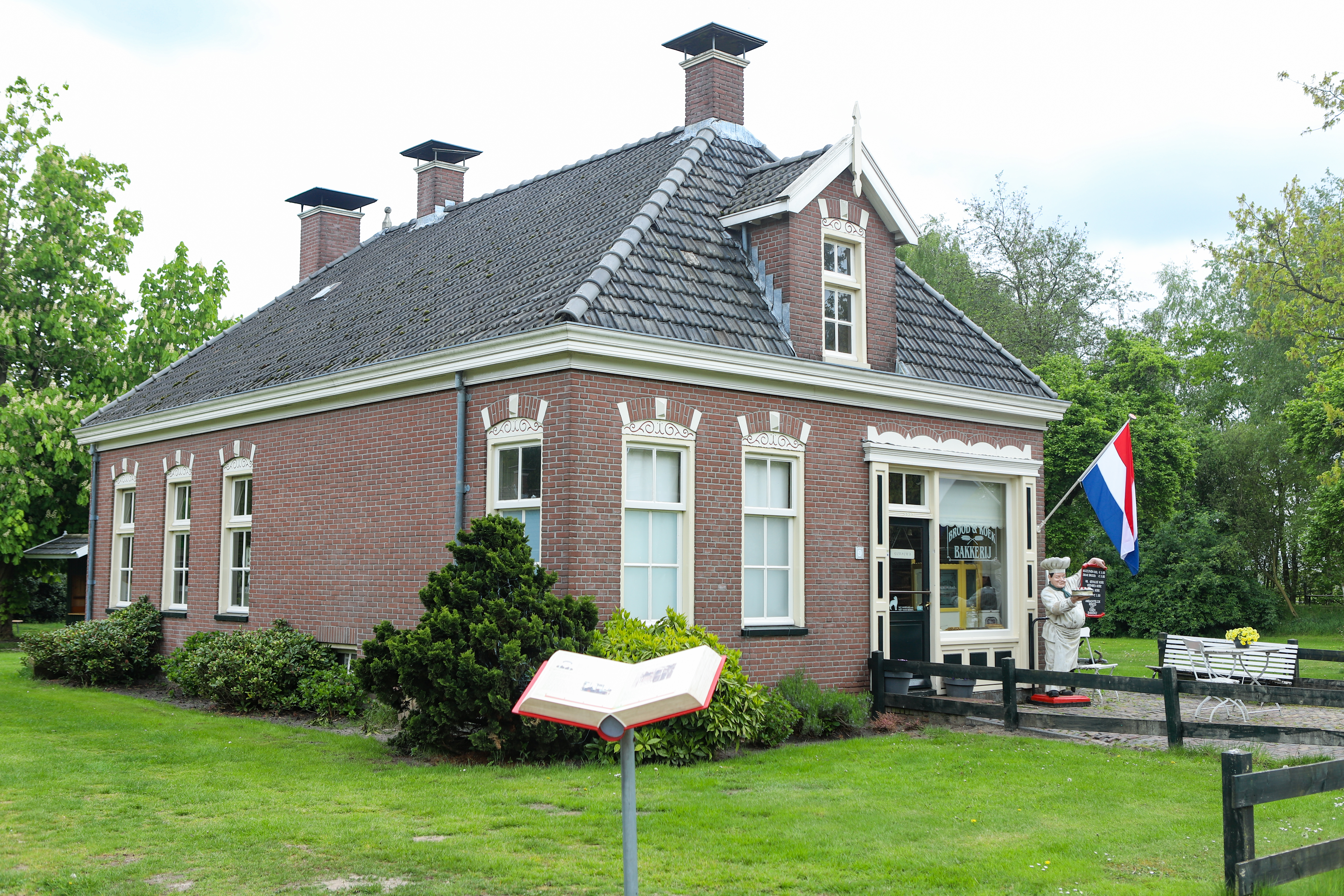
Bakkerij
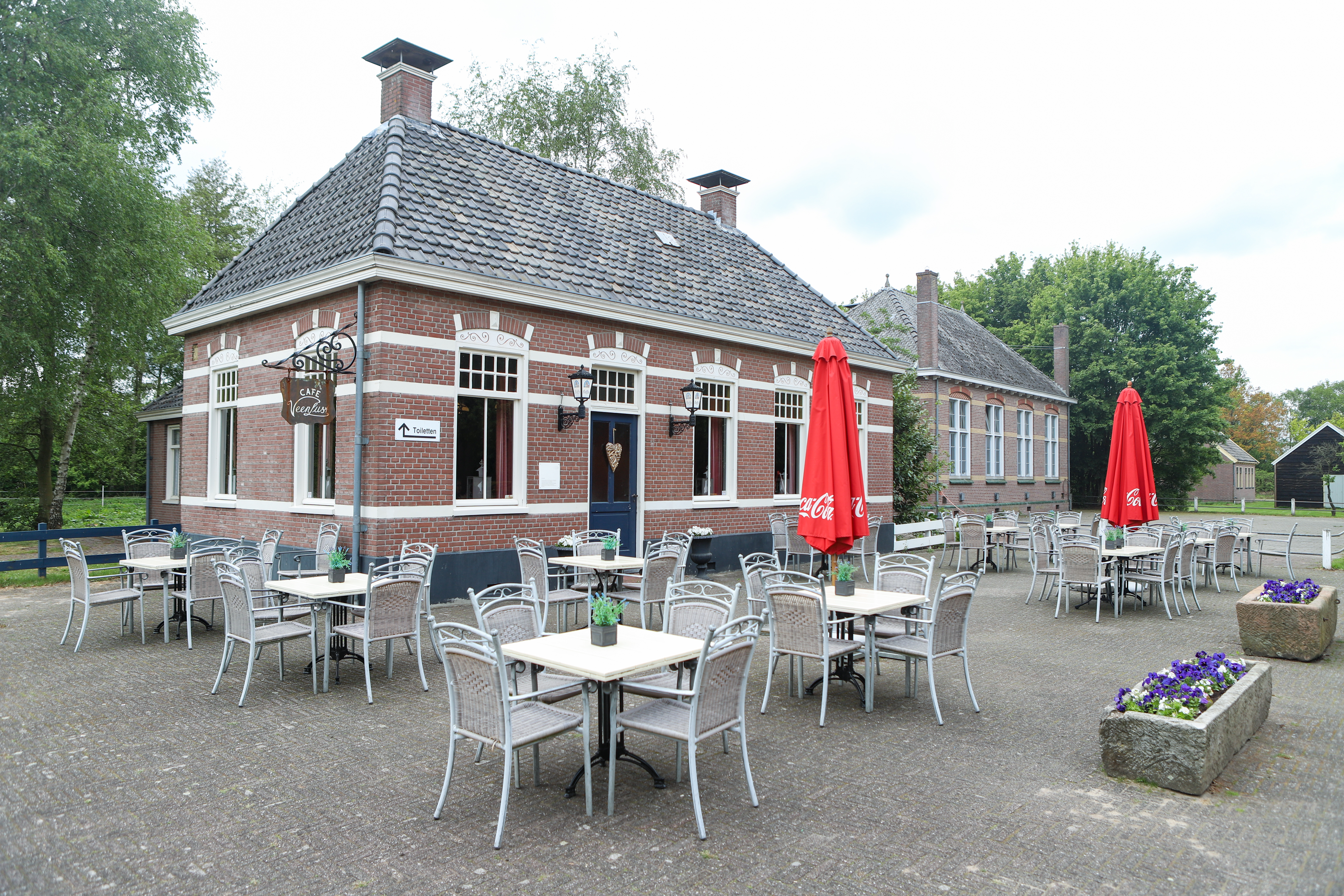
Cafe